# Lippedorf
Lippedorf ist ein Ortsteil der Hansestadt Wesel am Niederrhein. Er liegt südlich der Innenstadt nahe der Mündung der Lippe in den Rhein und hat 323 Einwohner (Stand 2021).

## Geographie und Besiedlung
Lippedorf liegt zwischen Wesel und Friedrichsfeld und umfasst den südlich der Lippe gelegenen Bereich der Stadt Wesel. Der Ortsteil wird fast vollständig von Fließgewässern eingegrenzt, nämlich von der Lippe im Norden, vom Wesel-Datteln-Kanal im Süden und vom Rhein im Westen. Der Kanal und die Lippe münden jeweils in den Rhein. Richtung Osten umfasst der Ortsteil ein fast unbewohntes Gebiet zwischen den teils nur einige hundert Meter auseinanderliegenden Fließgewässern und hat dort eine Landgrenze zur Gemeinde Hünxe. Über die durch Lippedorf verlaufende Bundesstraße 8 sind die nördlich der Lippe gelegene Weseler Innenstadt und das südlich des Kanals gelegene Friedrichsfeld die beiden direkt erreichbaren Nachbarorte. Die Weseler Ortsteile Fusternberg und Wittenberg sind zwar angrenzend, jedoch besteht über die naturbelassene Lippe dort keine Straßenverbindung. Der Rhein bildet die Grenze zum linksrheinischen Stadtteil Büderich, doch dieser ist nur über Wesel mit der Bundesstraße 58 zu erreichen. Durch die administrative Grenzziehung liegt die nach Büderich führende Niederrheinbrücke Wesel rechtsrheinisch jedoch wieder auf Lippedorfer Gebiet, da die Straße zuvor erneut die Lippe überquert.
Die wenigen hundert Bewohner des Ortsteils bewohnen mehrere kleine Ansiedlungen, besonders nahe der B 8 und der Frankfurter Straße. Einen festen Ortskern gibt es jedoch nicht. In Lippedorf gibt es verschiedene Formen von Gewerbe, vor allem in der Nähe der Schleuse Friedrichsfeld. Diese liegt kurz vor der Einmündung des Wesel-Datteln-Kanals in den Rhein.

## Geschichte
Die Lippedorfer Geschichte wurde vor allem durch größere Höfe geprägt. Der Vorstenhof wurde 1191 erstmals erwähnt, gehörte damals zur Abtei Prüm und hatte für etwa acht Jahrhunderte Bestand. Nahe der Lippe entstand am Anfang des 15. Jahrhunderts das Gut Flaem, welches wichtige Teile des Gebiets südlich des Flusses kontrollierte. 
Bedeutung erlangte Lippedorf vor allem durch seine Lage am südlichen Ausgang der Hansestadt Wesel und durch eine Weggabelung von Straßen nach Voerde und Dinslaken. Es gab eine Fähre über die Lippe und eine Zollstation, die Lippedorf im Spätmittelalter zu Wohlstand verhalfen. 1404 wurde eine erste Herberge erwähnt und bis 1680 entstanden drei weitere Herbergen und dies führte zu einem großen Konkurrenzkampf. Mit der Aufhebung des Landzolls 1807 ging die strategische Bedeutung jedoch stark zurück.
Im Jahr 1824 zählte der Ort nur sechs Häuser und lag im äußersten Nordwesten des Kirchspiels Spellen, wurde also von Spellen aus verwaltet. Damals war es von Spellen noch nicht durch den Wesel-Datteln-Kanal getrennt, da dieser erst 1930 fertiggestellt wurde. Mit Spellen wurde es später Teil der Gemeinde Voerde und erst 1975 nach Wesel umgegliedert. Ein bedeutendes Bauwerk ist das Lippeschlösschen direkt an der Lippe, welches bereits zu Beginn des 19. Jahrhunderts als Restaurant genutzt wurde.